# Životice u Nového Jičína
Životice u Nového Jičína é uma comuna checa localizada na região de Morávia-Silésia, distrito de Nový Jičín‎.